# Sahel Oulad H'Riz
Sahel Oulad H'Riz  (in arabo الساحل اولاد احريز‎?) è un centro abitato e comune rurale del Marocco situato nella provincia di Berrechid, regione di Casablanca-Settat. Conta una popolazione di 38 156 abitanti (censimento 2014).